# Santo Amaro (São Tomé und Príncipe)
Santo Amaro ist eine Stadt in São Tomé und Príncipe und Hauptstadt des Distrikts Lobata.

## Bevölkerung
Die Stadt hat 8.411 Einwohner (Berechnung 2006).
Bevölkerungsentwicklung:
| Jahr              | Einwohner |
| ----------------- | --------- |
| 1991 (Zensus)     | 5.878     |
| 2006 (Berechnung) | 8.411     |